# Goplani
Goplani  (poljsko Goplanie, latinsko Glopeani) so bili zahodnoslovansko pleme, naseljeno v osrednjem delu Kujavije s središčem verjetno v Kruszwici. Ime so dobili verjetno po jezeru Gopło. Okoli jezera so odkrili veliko ostankov majhnih trdnjav. Goplane so v 10. stoletju absorbirali Poljani.

## Bavarska kronika
Srednjeveška kronika trdi, da so Goplanie imeli 400 gord (utrjena lesena naselbina) in bili zato verjetno glavni na tem ozemlju. Arheološke raziskave v Kruszwici niso uspele odkriti trdnjave, čeprav najdišče kaže na prisotnost večje naselbine. Možno rešitev je predlagal Gerard Labuda, ki je domneval, da so bili Goplanie Poljani ali del Poljanov, katerih glavno središče je bilo Gniezno.
Kronika ne navaja ozemlja plemena, vendar je iz seznama sosednjih plemen in njihovih znanih lokacij mogoče sklepati, kje so živeli. Med plemeni so omenjeni Osterabtrezi, ki  so prepoznani kot vzhodni Obodriti, Miloksi, Fesnuzi, Tadesi, Glopeani, Zuireani in Busani, prepoznani kot Bužani ob reki Bug.  Položaj Goplanov na seznamu nakazuje, da so morda živeli na Pomorjanskem, v Velikopoljski ali Mazoviji.

## Sklica
1. ↑  Tyszkiewicz, Wiesława (1974). »Problèmes agricoles de la Cujavie et du Pays de Chełmno« (PDF). Geographia Polonica (v francoščini). Polish Scientific Publishers. 29: 399–418.
2. ↑  Kmietowicz, Frank A. (1976). Ancient Slavs. Worzalla Publishing Company. str. 239.

## Vir
- Kmietowicz, Frank A. (1976). Ancient Slavs. Worzalla Publishing Company.